# Salim Ghazi Saeedi
Salim Ghazi Saeedi (1981- ) is een Iraanse componist en gitarist in uiteenlopende genres variërend van progressieve metal en jazz-fusion tot avant-garde kamermuziek, progressieve elektronische rock en Rock in Opposition. Sommige critici geven de voorkeur aan de aanduiding artrock en herkennen er een minimalistische benadering in.

## Biografie
Salim Ghazi Saeedi werd geboren in 1981 in Teheran, Iran. Hij begon met gitaar spelen in 1999. Tot op heden heeft hij drie albums geschreven als lid van de band Arashk: "Abrahadabra" (2006), "Sovereign" (2007) en "Ustuqus-al-Uss" (2008). Op zijn vierde album "Iconophobic", uitgebracht onder zijn eigen naam, is hij actief als componist, gitarist, toetsenist, drumarrangeur, technicus en producent. In 2011 publiceerde hij "Human Encounter".
Sommige critici hebben zijn stijl vergeleken met Univers Zero, Art Zoyd, John Zorn, Patrick O'Hearn, Mike Oldfield, Sufjan Stevens en The Enid, Djam Karet en Birdsongs of the Mesozoic, David Bedford, Richard Pinhas, ZNR, Mecano, Present, Aranis en de volledige Belgische kamerrockscene.
Harmonie Magazine vergeleek zijn gitaarspel met King Crimsonfrontman Robert Fripp.
Zijn albums zijn conceptalbums in het progressieve rockgenre met een afwisselend gebruik van instrumenten, variërend van klassieke instrumenten tot rockinstrumenten en elektronische geluiden. Hij beschrijft zichzelf als "een eeuwige improvisator... zowel tijdens de uitvoering als het componeren."

## Discografie
Solo:
- namoWoman - Salim Ghazi Saeedi (2012) - Componist, Uitvoerende
- Human Encounter - Salim Ghazi Saeedi (2011) - Componist, Uitvoerende
- Iconophobic - Salim Ghazi Saeedi (2010) - Componist, Uitvoerende

In de band Arashk:
- Ustuqus-al-Uss - Arashk (2008) - Componist, Uitvoerende
- Sovereign - Arashk (2007) - Componist, Uitvoerende
- Abrahadabra - Arashk (2006) - Componist, Uitvoerende

Samenwerkingen:
- [Single] When There is More Beauty in the Contrary - Negar Bouban en Salim Ghazi Saeedi (2011) - Mede-componist, Uitvoerende

## Muzikale invloeden
Tot zijn belangrijkste invloeden behoren o.a. Jeff Beck, Charlie Clouser en Marty Friedman. Salim zegt over zijn muziekstijl: "Ik heb er nooit bewust voor gekozen om progressieve rock te maken. Ik heb gewoon een erg brede muzieksmaak... Misschien is dat hoe het progressieve genre werkt. Als je overal voor openstaat, wordt het vanzelf progressief!"